# Lista de ministros da Qualidade de Vida de Portugal

Bandeira de ministro de Portugal.

Esta é uma lista de ministros da Qualidade de Vida em Portugal, entre a criação do ministério a 9 de janeiro de 1981 e a sua extinção a 10 de julho de 1985.
A lista cobre o atual período democrático (1974–atualidade).

## Designação
Entre 1981 e 1985, o cargo de ministro da Qualidade de Vida teve as seguintes designações:
- Ministro da Qualidade de Vida — designação usada entre 9 de janeiro de 1981 e 4 de setembro de 1981;
- Ministro de Estado e da Qualidade de Vida — designação usada entre 4 de setembro de 1981 e 9 de junho de 1983;
- Ministro da Qualidade de Vida — designação usada entre 9 de junho de 1983 e 10 de julho de 1985.

## Lista
| Terceira República (1974–presente)       |                                                              |         |                       |                       |         |
| #                                        | Ministro da Qualidade de Vida (Nascimento–Morte)             | Retrato | Início do mandato     | Fim do mandato        | Governo |
| Governos Constitucionais (1976-Presente) |                                                              |         |                       |                       |         |
| 1                                        | Augusto Martins Ferreira do Amaral (1942–)                   |         | 9 de janeiro de 1981  | 4 de junho de 1981    | VII     |
| 2                                        | João Carlos Vaz Serra de Moura (1937–2016)                   |         | 4 de junho de 1981    | 4 de setembro de 1981 | VII     |
| #                                        | Ministro de Estado e da Qualidade de Vida (Nascimento–Morte) | Retrato | Início do mandato     | Fim do mandato        | Governo |
| 3                                        | Gonçalo Pereira Ribeiro Telles (1922–2020)                   |         | 4 de setembro de 1981 | 9 de junho de 1983    | VIII    |
| #                                        | Ministro da Qualidade de Vida (Nascimento–Morte)             | Retrato | Início do mandato     | Fim do mandato        | Governo |
| 4                                        | António d'Orey Capucho (1945–)                               |         | 9 de junho de 1983    | 23 de junho de 1984   | IX      |
| 5                                        | Francisco José Carneiro de Sousa Tavares (1920–1993)         |         | 23 de junho de 1984   | 10 de julho de 1985   | IX      |

### Lista de ministros da Qualidade de Vida vivos
| Nome                       | Mandato(s) | Idade              |
| -------------------------- | ---------- | ------------------ |
| Augusto Ferreira do Amaral | 1981       | 82 anos e 280 dias |
| António Capucho            | 1983–1984  | 80 anos e 78 dias  |